# پارنال اسکوت
پارنال اسکوت (به انگلیسی: Parnall_Scout) یک هواگرد از نوع هواپیمای جنگنده ساخت شرکت پارنال است. هواگرد پارنال اسکوت نخستین پروازش را در 1916 میلادی انجام داد. در مجموع، تعداد ۱ فروند از این هواگرد ساخته شده‌است.
طراح این هواگرد، A. Camden-Pratt بود.